# Pimpinella brachystyla
Pimpinella brachystyla är en flockblommig växtart som beskrevs av Hand.-mazz. Pimpinella brachystyla ingår i släktet bockrötter, och familjen flockblommiga växter. Inga underarter finns listade i Catalogue of Life.